# Cratere Burke
Burke  è un cratere sulla superficie di Mercurio.